# Armin Klümper
Armin Karl Hermann Klümper (* 19. Mai 1935 in Münster/Westfalen; † 23. Juni 2019 in Kapstadt, Südafrika) war ein deutscher Sportmediziner und Hochschullehrer.

## Leben
Armin Klümper wurde als Sohn des Allgemeinmediziners Josef Klümper und dessen Frau Elisabeth, geb. Behre, in Münster in Westfalen geboren. Nach dem Besuch der Volksschule in Paderborn, Hofgeismar und Ramsbeck sowie des Gymnasiums in Büren legte er 1955 an der Staatlichen Aufbauschule in Schmallenberg im Sauerland das Abitur ab. Anschließend studierte er Medizin in Marburg und Freiburg. Nach bestandenem Physikum in Freiburg 1957 setzte Klümper sein Studium in München und Freiburg fort, wo er 1961 das Staatsexamen ablegte. Im selben Jahr wurde er in Freiburg bei Alexander Puff mit einer Dissertation über die Struktur und Funktion der linken Herzkammer zum Dr. med. promoviert. Zunächst Medizinalassistent in der Medizinischen Klinik der Universität Freiburg, wurde Klümper 1977 Leiter der sporttraumatologischen Einrichtung innerhalb der radiologischen Abteilung der Unfallchirurgie der Universität Freiburg. 1969 habilitierte sich Klümper am Klinischen Strahleninstitut der Universität Freiburg mit der Schrift Intraossäre Angiographie. Topographische und morphologische Untersuchungen zur Darstellung intraossärer Gefäße in vivo; 1970 vermeldete Die Deutsche Universitätszeitung die Verleihung der venia legendi für Klinische Radiologie. 1977 verschaffte ihm Gerhard Mayer-Vorfelder eine Professur – trotz der Bedenken der Medizinischen Fakultät der Universität Freiburg wegen fehlender Facharztqualifikationen: Klümper war weder Orthopäde noch Internist, sondern Radiologe. Später hatte Klümper lange Zeit eine C3-Professur an der Mooswald-Klinik in Freiburg und war dort Leiter der 1982 von ihm gegründeten sporttraumatologischen Spezialambulanz. 1987 wurde diese Spezialambulanz der Radiologischen Universitätsklinik zugeordnet. 1990 schied Klümper aus der Universität Freiburg aus und gab seinen Beamtenstatus auf. Im selben Jahr wurde er Ärztlicher Direktor der Mooswald-Klinik. Klümper war stellvertretender Vorsitzender des Vereins „Bundesleistungszentrum Freiburg-Herzogenhorn“, der im Verdacht steht, eine Geldwaschanlage gewesen zu sein, durch die Mittel des Bundesinnenministeriums ins Doping flossen.

### Dopingvorwürfe
Das Doping westdeutscher Spitzensportler war in den 1970er Jahren bei den Freiburger Sportmedizinern Armin Klümper und Joseph Keul konzentriert. Klümper behauptete 1976, dass sich die Sportler hätten frei entscheiden können und dass man nicht „eine planmäßige Verseuchung von Athleten mit Anabolika“ betrieben habe. „Wir haben immer individuell entschieden und individuell im Rahmen der persönlichen Freiheit Anabolika gegeben“, so Klümper. Bis zu den Dopingvorwürfen Mitte der 1990er Jahre galt Klümper in Deutschland als renommierter Sportmediziner. Schon 1987 gab es Ermittlungen im Todesfall Birgit Dressel, die seit 1981 auch Patientin des Freiburger Mediziners gewesen war.
1991 warf ihm der Diskuswerfer Alwin Wagner in dem von Brigitte Berendonk verfassten Buch Doping – von der Forschung zum Betrug Doping vor. Er stürzte aber erst 1997 im Fall der Hürdensprinterin Birgit Hamann, die erklärte, der Mediziner habe ihr ohne ihr Wissen Wachstumshormone gegeben. Der ehemalige Sprinter Manfred Ommer sagte über Klümper: „Klümper war der größte Doper dieses Planeten.“
Ende November 1997 wurde eine Zeitungsanzeige zur Verteidigung Klümpers veröffentlicht, die von namhaften Sportlern wie Eberhard Gienger, Wolfgang Overath, Hansi Müller, Jürgen Hingsen, Christian Schenk, Lars Riedel und Rolf Milser unterzeichnet war. Darin wird Klümper als „leidenschaftlicher Patientenarzt“ bezeichnet, er stelle den Patienten in den Mittelpunkt, orientiere sich „ausschließlich am Krankheitsbild“ und weise einen „ausgeprägten medizinischen Ethos“ auf. Mit der Anzeige sollte laut den Verfassern „Neid, Mißgunst und Diffamierung“ öffentlich entgegengetreten werden.
Klümper oder dessen Rolle im Dopingskandal des Universitätsklinikums Freiburg (s. Dopingaffäre Team Telekom) wurden im Abschlussbericht der ersten Expertenkommission zur Aufklärung von Dopingvorwürfen 2009 nicht erwähnt. Medienberichten zufolge soll Rektor Wolfgang Jäger die Arbeit dieser universitätsinternen Kommission auf die „Abteilung Sportmedizin“ beschränkt haben, der Klümper nicht angehörte. Eine seit 2009 durch die von der Freiburger Universitätsleitung berufene Kriminologin Letizia Paoli (Katholieke Universiteit Leuven) geleitete Evaluierungskommission hatte zahlreiche weitere Dokumente gefunden. Die Kommission löste sich im März 2016 auf, ohne einen Abschlussbericht vorgelegt zu haben.
Allerdings wurden dem Rektor zur Dopinggeschichte an Universität und Universitätsklinikum fünf wissenschaftliche Gutachten im Gesamtumfang von mehr als 1400 Seiten übergeben. Das Gutachten zu Armin Klümper und das bundesdeutsche Dopingproblem alleine umfasst ca. 530 Seiten. Klümper wird darin als „derjenige Sportmediziner in der Geschichte des Hochleistungssports der Bundesrepublik Deutschland“ eingestuft, „der wie kein anderer aktiv am Doping der Sportler und zum Teil auch der Sportlerinnen mitwirkte“. In einem zusätzlichen Gutachten zu Systematischen Manipulationen im Radsport und Fußball, das Andreas Singler 2015 auf Basis von Strafakten der Staatsanwaltschaft Freiburg erstellte, ist sogar von Klümper geplantes und vom Bund Deutscher Radfahrer finanziertes Minderjährigendoping beweisbar (Singler 2015). Ende April 2017 publizierte Singler das Gutachten, wobei er noch Ergänzungen vornahm. So stellte er fest, dass Klümper zwischen 1979 und 1984 mehrmals menschliches Wachstumshormon bezog, wobei er dieses über seine Rezeptbetrügereien organisierte. Damals wurde Wachstumshormon noch aus der Hypophyse menschlicher Leichen gewonnen, 1985 wurden diese Medikamente wegen der Gesundheitsrisiken verboten und schließlich durch gentechnisch hergestelltes Wachstumshormon ersetzt.

### Abrechnungsbetrug
1984 wurde gegen Klümper ein Ermittlungsverfahren wegen des Verdachts auf Abrechnungsbetrug von Krankenkassen eingeleitet, in dessen Rahmen am 3. Mai 1984 Staatsanwälte und Kriminalbeamte seine Praxis durchsuchten. Als die Presse über die Durchsuchung berichtete, verfasste Eberhard Gienger eine Solidaritätsadresse für Klümper. Außerdem wurde ein Spendenkonto für Klümper eingerichtet, auf das u. a. Uli Hoeneß, Paul Breitner und Karl-Heinz Rummenigge einzahlten. Das Landgericht Freiburg verurteilte Klümper 1989 zu einer Geldstrafe in Höhe von 160.000 DM. Die Ermittlungsakten tauchten erst Ende 2014 im Freiburger Staatsarchiv wieder auf.

### Alternativmedizin
1998 zog Klümper mit seiner Frau nach Südafrika, wo er mehrere Bücher schrieb. Er beschäftigte sich auch mit Alternativmedizin. So publizierte er in der Zeitschrift Co.Med Artikel, in denen er sich unter anderem auf pseudowissenschaftliche Thesen von Ryke Geerd Hamer, auf den „Biofeldtest“ des Physikers Paul Schweitzer oder auf eine „Entschlackung“ durch Heilfasten berief.

## Publikationen (Auswahl)
- Die funktionelle Struktur der linken Herzkammer, in: Morphologisches Jahrbuch. Bd. 101, H. 1. 1960 (Teilw. zugl.: Freiburg (Breisgau), Univ., Diss., 1961).
- mit Thomas Einsingbach, Lutz Biedermann: Sportphysiotherapie und Rehabilitation. Thieme, Stuttgart 1992, ISBN 3-13-711102-1.
- Knochenerkrankungen. Krause, Freiburg (Breisgau) 1994, ISBN 3-923523-19-X.
- Verbieten ist leicht, erlauben ist schwer oder die Lust am Wiegen, um die Pfunde zu besiegen. Krause, 1995, ISBN 3-923523-20-3.
- Unkraut vergeht nicht. Phytotherapie (Pflanzenheilkunde). Ein Kompendium der Alternative für Ärzte und angeschlossene Heilberufe. Krause, Freiburg (Breisgau) 2003, ISBN 3-923523-22-X.
- Heilpflanzen der Welt. Heilen mit Kräutern. Die Pflanzen- und Heilkunst der Maori. Krause, Freiburg (Breisgau) 2005, ISBN 3-923523-23-8.

## Trivia
In seinem 1985 erschienenen Buch Ganz unten über Menschenrechtsverletzungen und Ausländerfeindlichkeit am westdeutschen Arbeitsmarkt dankt Günter Wallraff „besonder(s) (…) auch Herrn Prof. Dr. Armin Klümper, Freiburg, der mir mit seiner ärztlichen Kunst «den Rücken stärkte», so dass ich die Schwerstarbeit trotz eines Bandscheibenschadens durchhielt“.